# 163rd Street – Amsterdam Avenue
163rd Street – Amsterdam Avenue – stacja metra nowojorskiego, na linii A i C. Znajduje się w dzielnicy Manhattan, w Nowym Jorku i zlokalizowana jest pomiędzy stacjami 168th Street i 155th Street. Została otwarta 10 września 1932.